# 노에이 아비타
노에이 아비타(Noée Abita, 1999년 3월 18일 ~ )는 프랑스의 배우이다. 2020년 영화 《슬라롬》을 통해 뤼미에르상 신인여우상을 수상했다.

## 출연 작품
- 아바 (2017) - 아바 역
- 수영장으로 간 남자들 (2018)
- 제네시스 (2019)
- 슬라롬 (2020) - 리즈 역